# Pupuke-tó
A Pupuke-tó Auckland jelentős, North Shore nevű külvárosában, a Takapuna városrész és a tengerpart közelében található. Az Aucklandi vulkáni mező részét alkotó, maar jellegű, vulkáni eredetű tó medre két régi tűzhányó-kráter összeolvadásából keletkezett, amit aztán édesvíz töltött fel. A csendes-óceáni tengerparttól egy helyen mindössze 200 méter választja el. A tó partját értékes ingatlanok veszik körül; a rekreációs terület népszerű a környező városnegyedek lakói körében.

## Geológia
Az Aucklandi vulkáni mező hasonló kráterei mára általában elveszítették eredeti formájukat az erózió következtében. A Pupuke-tó azért őrizhette meg alakját, mert viszonylag szilárd kőzetgyűrű veszi körül, aminek a repedésein azonban a fölös esővíz eltávozhat, majd édesvizű forrásokban tör fel a tengerparton. A lávafolyás beborított egy korabeli kauri-erdőt is, létrehozva így egy Új-Zélandon egyedülálló fosszilizálódott erdőt, aminek maradványai apálykor jól látszanak a tengerparton.

## Története
A tó jelentős szerepet kapott a maori mitológiában. Az európaiak letelepedése után a környező település fontos édesvíz-forrása lett. 1894-ben egy szivattyúállomást építettek a tó partjára, hogy a környéket innen lássák el vízzel. 1906-ban ezt egy új épülettel helyettesítették. A szivattyúzás erősen csökkentette a tó vízszintjét, ezért végül 1944-ben felhagytak vele és azóta máshonnan nyerik a szükséges vizet, a szivattyúállomás épületét pedig felújították, műemlékké nyilvánították és színházként hasznosítják.

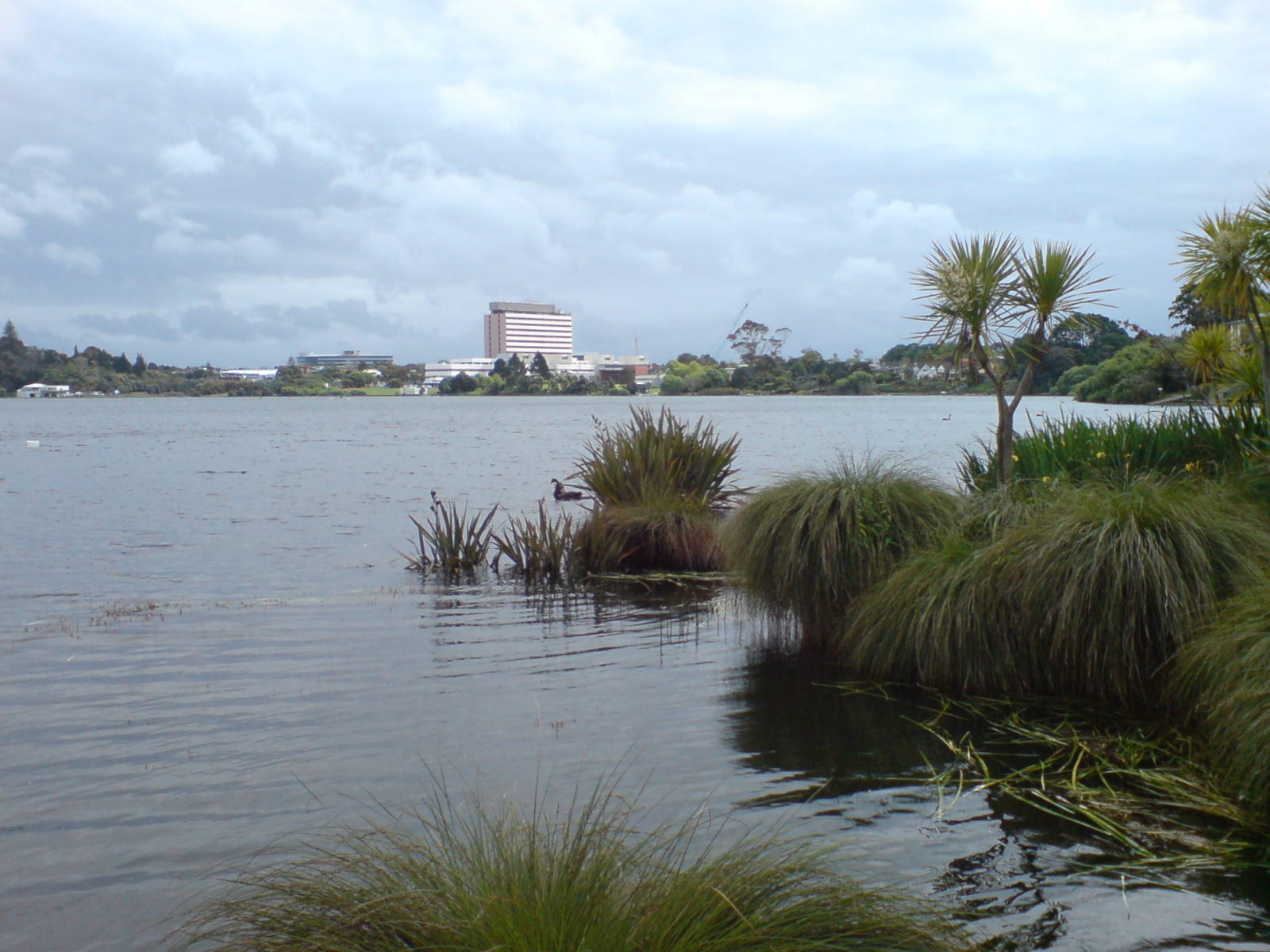
A Pupuke-tó, háttérben North Shore kórháza
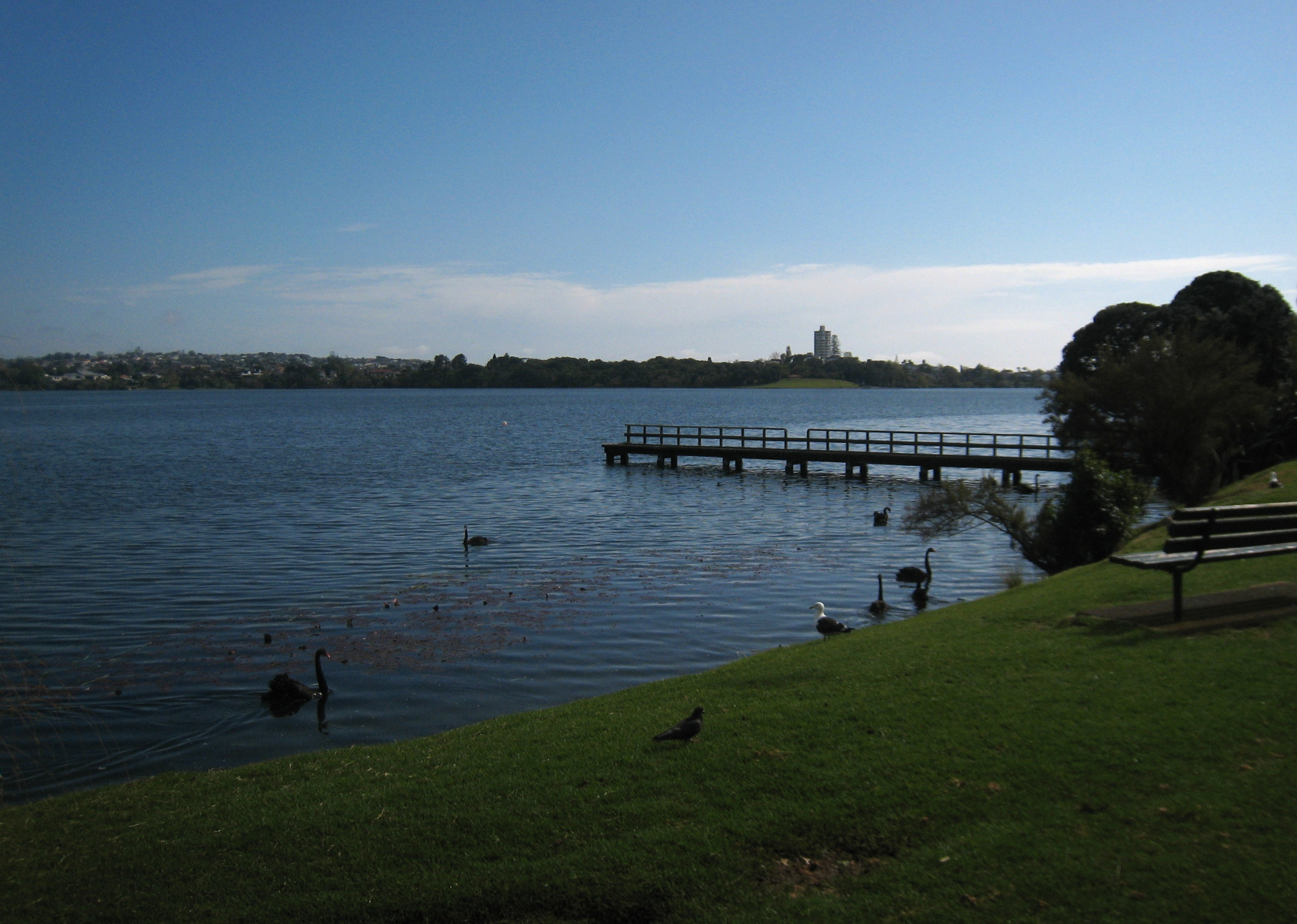
Tóparti látkép
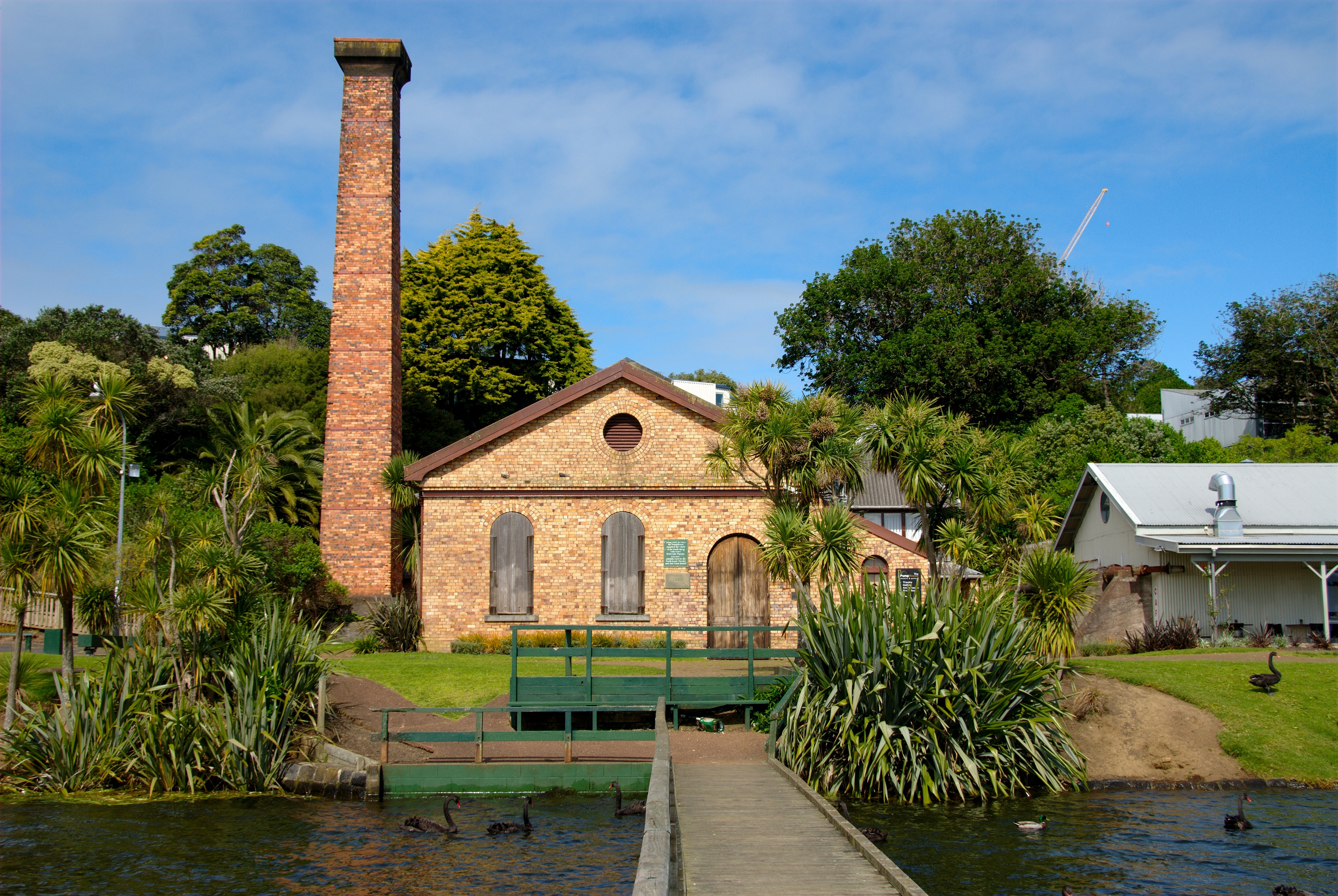
A régi szivattyúház

## Fordítás
Ez a szócikk részben vagy egészben a Lake Pupuke című angol Wikipédia-szócikk ezen változatának fordításán alapul.  Az eredeti cikk szerkesztőit annak laptörténete sorolja fel. Ez a jelzés csupán a megfogalmazás eredetét és a szerzői jogokat jelzi, nem szolgál a cikkben szereplő információk forrásmegjelöléseként.